# Sociologie (tijdschrift)
Sociologie was een Nederlandstalig wetenschappelijk tijdschrift dat werd uitgegeven door Amsterdam University Press. Het publiceerde over actuele maatschappelijke vraagstukken en sociologisch-theoretische onderwerpen. 
Het tijdschrift is in 2005 voortgekomen uit de tijdschriften Sociologische Gids en het in 1974 opgerichte Amsterdams Sociologisch Tijdschrift (AST). Sinds 2016 was het tijdschrift verkrijgbaar via open access en in 2020 werd het gefuseerd met het Vlaamse tijdschrift Sociologos tot Tijdschrift Sociologie, eveneens een digitaal, open access, peer reviewed wetenschappelijk tijdschrift, uitgegeven door Stichting Tijdschrift Sociologie (ISSN 2666-9943).